# Віндкрест (Техас)
Віндкрест (англ. Windcrest) — місто (англ. city) в США, в окрузі Беар штату Техас. Населення — 5865 осіб (2020).

## Географія
Віндкрест розташований за координатами 29°30′53″ пн. ш. 98°22′53″ зх. д. / 29.51472° пн. ш. 98.38139° зх. д. (29.514831, -98.381341).  За даними Бюро перепису населення США в 2010 році місто мало площу 5,59 км², з яких 5,58 км² — суходіл та 0,01 км² — водойми.

## Демографія
Згідно з переписом 2010 року, у місті мешкали 5364 особи в 2271 домогосподарстві у складі 1577 родин. Густота населення становила 959 осіб/км².  Було 2505 помешкань (448/км²).
Расовий склад населення:
| - 75,6 % — білих - 12,5 % — чорних або афроамериканців - 4,2 % — азіатів - 0,3 % — корінних американців - 0,1 % — вихідців з тихоокеанських островів - 4,1 % — осіб інших рас |

До двох чи більше рас належало 3,2 %. Частка іспаномовних становила 24,2 % від усіх жителів.
За віковим діапазоном населення розподілялося таким чином: 15,8 % — особи молодші 18 років, 50,9 % — особи у віці 18—64 років, 33,3 % — особи у віці 65 років та старші. Медіана віку мешканця становила 55,1 року. На 100 осіб жіночої статі у місті припадало 88,1 чоловіків;  на 100 жінок у віці від 18 років та старших — 84,7 чоловіків також старших 18 років.
Середній дохід на одне домашнє господарство  становив 82 742 долари США (медіана — 75 310), а середній дохід на одну сім'ю — 88 849 доларів (медіана — 77 546). Медіана доходів становила 45 833 долари для чоловіків та 41 263 долари для жінок. За межею бідності перебувало 3,1 % осіб, у тому числі 0,0 % дітей у віці до 18 років та 5,9 % осіб у віці 65 років та старших.
Цивільне працевлаштоване населення становило 2443 особи. Основні галузі зайнятості: освіта, охорона здоров'я та соціальна допомога — 16,7 %, науковці, спеціалісти, менеджери — 15,2 %, публічна адміністрація — 13,1 %.